# Efate (genre)
Pour l’article homonyme, voir Éfaté.
Genre
Efate est un genre d'araignées aranéomorphes de la famille des Salticidae.

## Distribution
Les espèces de ce genre se rencontrent en Océanie.

## Liste des espèces
Selon World Spider Catalog (version 18.0, 30/03/2017) :
- Efate albobicinctus Berland, 1938
- Efate fimbriatus Berry, Beatty & Prószyński, 1996
- Efate raptor Berry, Beatty & Prószyński, 1996

## Publication originale
- Berland, 1938 : Araignées des Nouvelles Hébrides. Annales de la Société Entomologique de France, vol. 107, p. 121-190.